# Odogbolu
Odogbolu es una localidad del estado de Ogun, en Nigeria, con una población estimada en marzo de 2016 de 174 800 habitantes.
Se encuentra ubicada al suroeste del país, cerca de la ciudad de Lagos, de la costa del golfo de Guinea y de la frontera con Benín.